# Charles Sellier (produttore)
Charles Edward Sellier Jr. (Pascagoula, 9 novembre 1943 – Coeur d'Alene, 31 gennaio 2011) è stato un produttore televisivo, sceneggiatore, romanziere e regista statunitense, nominato all'Emmy Award del 1980 per il film TV La leggenda di Sleepy Hollow.
Sellier fu il fondatore delle società di produzione Sunn Classic Pictures e di distribuzione Grizzly Adams Prods. Durante una quarantennale carriera, fu l'autore e produttore di più di 230 spettacoli televisivi e trenta film, fra i quali il libro e la serie televisiva americana The Life and Times of Grizzly Adam e il film Natale di sangue. 

Undici di questi film sono inclusi fra i primi 100 film indipendenti con il maggior incasso nella storia, dei quali sei titoli rientrano tra i primi venticinque. durante la quale ha prodotto più di trenta film e 230 programmi televisivi.

## Biografia
Nacque a Pascagoula nel 1943, unico figlio dell'impiegato spedizioniere Charles Edward Senior e di sua moglie Gladys Carson Sellier. La sua era una famiglia cattolica di etnia cajun, che si convertì al mormonismo e poi al cristianesimo evangelico.
The Life and Times of Grizzly Adams, trasmesso dalla NBC durante la stagione televisiva 1977-1978, raffigurava un personaggio, interpretato dall'attore Dan Haggerty, che sfugge a un cacciatore di taglie per salvare un cucciolo di orso, che diventerà il suo compagno di viaggio in tutte le puntate della serie. Il personaggio era stato abbozzato nel romanzo omonimo del 1972, che era a sua volta vagamente basato sulla figura del montanaro e cacciatori d'orsi californiano James "Grizzly" Adams. Sellier scrisse la sceneggiatura di numerosi episodi e curò la produzione dell'intera serie attraverso la società la Sunn Classic Pictures, che lui stesso aveva fondato a Park City, nello Utah. La serie fu trasmessa per due stagioni e si concluse nel''82 col film TV The Capture of Grizzly Adams, nel quale Dan Haggerty riprese il proprio ruolo di protagonista.
Sellier ha prodotto numerosi film e programmi televisivi, spesso con temi cristiani rivolti alle famiglie, quali: In Search of Noah's Ark, In Search of Historic Jesus, Mark Twain's America, The Lincoln Conspiracy, The Incredible Discovery of Noah's Ark e Breaking the Da Vinci Code. 

Eletto membro dell'Academy of Television Arts & Sciences, della Writers Guild of America e della National Religious Broadcasters Association, Sellier ricevette la nomination all'Emmy Award del 1980 per il film TV La leggenda di Sleepy Hollow, interpretato da Jeff Goldblum nei panni del personaggio di Ichabod Crane.
Morì improvvisamente nella sua dimora a Coeur d'Alene, Idaho , il 31 gennaio 2011, all'età di 67 anni. Ebbe due figli durante il suo primo matrimonio con la collega Donna Sellier, dei quali il primogenito Donald Sellier era scomparso prematuramente. A lui sopravvissero il secondo figlio William Sellier, e la moglie di seconde nozze Julie Magnuson.
Al momento della morte, Sellier era l'amministratore delegato della società Grizzly Adams Prods, società che commercializzava documentari, film e programmi televisivi destinati ad un pubblico famigliare. In tale veste, stava negoziando un accordo con la Passmorelab di San Diego per convertire film e programmi televisivi da lui prodotti in formato 3D, per una distribuzione in DVD Blu-ray 3D e all'interno di trasmissioni televisive 3D. Dopo la sua morte, il progetto fu definitivamente accantonato e non ebbe più seguito.

## Filmografia

### In qualità di produttore
- 1973 The Brothers O'Toole (produttore)
- 1974 The Life and Times of Grizzly Adams (produttore)
- 1976 Guardian of the Wilderness (produttore)
- 1976 In Search of Noah's Ark (produttore del documentario)
- 1976 The Mysterious Monsters (produttore del documentario)
- 1976 The Amazing World of Psychic Phenomena (produttore del documentario)
- 1976 The Adventures of Frontier Fremont (produttore)
- 1977 Incredible Rocky Mountain Race (film TV) (produttore esecutivo)
- 1977 Lcomet of the Mohicans (film TV) (produttore esecutivo)
- 1977 The Lincoln Conspiracy (produttore)
- 1977 The Life and Times of Grizzly Adams (produttore esecutivo della serie TV)
- 1978 The Deerslayer (film TV) (produttore esecutivo)
- 1978 The Time Machine (film TV) (produttore esecutivo)
- 1978 Donner Pcomes: The Road to Survival (film TV) (produttore esecutivo)
- 1978 Beyond and Back (produttore del documentario)
- 1979 The Fall of the House of Usher (produttore esecutivo)
- 1979 Beyond Death's Door (produttore)
- 1979 In Search of Historic Jesus (produttore del documentario)
- 1979 The Bermuda Triangle (produttore del documentario)
- 1979 Encounter with Discometer (produttore del documentario)
- 1979 Greatest Heroes of the Bible (TV series) (produttore esecutivo – 2 episodi)
  - Daniel and Nebuchadnezzar (1979) (produttore esecutivo)
  - The Story of Esther (1979) (produttore esecutivo)
- 1980 The Legend of Sleepy Hollow (film TV) (produttore esecutivo)
- 1980 Hangar 18 (produttore)
- 1981 Legend of the Wild (produttore)
- 1981 The Ncomehville Grab (film TV) (produttore esecutivo)
- 1981 The Boogens (produttore)
- 1981 California Gold Rush (film TV) (produttore esecutivo)
- 1981 The Adventures of Huckleberry Finn (film TV) (produttore esecutivo)
- 1981 The Adventures of Nellie Bly (film TV) (produttore esecutivo)
- 1981 Earthbound (produttore esecutivo)
- 1982 The Capture of Grizzly Adams (film TV) (produttore esecutivo)
- 1984 Snowballing (produttore)
- 1984 Silent Night, Deadly Night (regista – come Charles E. Sellier Jr.)
- 1987 Desperado (film TV) (produttore – come Chuck Sellier)
- 1988 Desperado: Avalanche at Devil's Ridge (film TV) (direttore della supervisione)
- 1988 The Return of Desperado (film TV) (direttore della supervisione)
- 1989 Desperado: Badlands Justice (film TV) (produttore – come Chuck Sellier)
- 1989 Desperado: The Outlaw Wars (film TV) (produttore – come Chuck Sellier)
- 1989 Men (TV series) (produttore – episodio singolo)
  - Baltimore (1989) (produttore)
- 1990 Vestige of Honor (film TV) (direttore della supervisione – come Chuck Sellier)
- 1991 Brotherhood of the Gun (film TV) (produttore – come Chuck Sellier)
- 1991 Knight Rider 2000 (film TV) (produttore – come Chuck Sellier)
- 1993 Ancient Secrets of the Bible, Part II (produttore esecutivo – come Charles E. Sellier)
- 1993 The Incredible Discovery of Noah's Ark (produttore esecutivo del documentario TV – come Charles E. Sellier)
- 1994 Mysteries of the Ancient World (produttore del documentario TV)
- 1995 UFO Diaries (TV mini-series) (produttore)
- 2000–2002 Encounters with the Unexplained (direttore della supervisione del documentario TV– serie di 49 episodi)
  - 2002:Political Victim: Vince Foster – Suicide or Political Execution?/Attack on America: Were There Miracles Amidst the Mayhem of 911?  (direttore della supervisione)
  - 2002: America's Lost Colony: Hcome the Lost Colony of Roanoke Been Found?/Prophetic Lcomet Days: Have We Entered the End Times?  (direttore della supervisione)
  - 2002: Global Climate Changes: Will Global Warming Change Our Lives?/Biblical Paradise: Have We Found the Garden of Eden? (direttore della supervisione)
  - 2002: Deadly Insects: Are We Creating Killer Insects?/Fields of Mystery: Are Crop Circles the Language of Aliens? (direttore della supervisione)
  - 2002: Hcome the Lost Colony of Roanoke Been Found?/Are the End Times Here? (direttore della supervisione)
- 2004 The Evidence for Heaven (film TV) (direttore della supervisione)
- 2004 George W. Bush: Faith in the White House (videodocumentario) (direttore della supervisione)
- 2005 The Miraculous Mission (documentario televisivo) (direttore della supervisione)
- 2005 12 Ordinary Men (film TV) (direttore della supervisione)
- 2005 Breaking the Da Vinci Code (videodocumentario) (direttore della supervisione)
- 2005 The Da Vinci Code Deception: Solving the 2000 Year Old Mystery (film TV) (direttore della supervisione)
- 2005 The Search for Heaven (videodocumentario) (direttore della supervisione)
- 2006 Miracles in Our Midst (film TV) (direttore della supervisione)
- 2006 Heroes Among Us, Miracles Around Us (videodocumentario) (direttore della supervisione – come Chuck Sellier)
- 2006 Apocalypse and the End Times (videodocumentario) (direttore della supervisione – come Chuck Sellier)
- 2006 End Times How Close Are We? (film TV) (direttore della supervisione)
- 2006 Portrait of Courage: The Untold Story of Flight 93 (direttore della supervisione del videodocumentario)
- 2006 The Heroes of Flight 93 (film TV) (direttore della supervisione)
- 2007 The Longevity Secret (videodocumentario) (direttore della supervisione)
- 2007 Miraculous Messages (film TV) (direttore della supervisione)
- 2007 The Ccomee for Christ's Resurrection (direttore della supervisione del film TV)
- 2007 Fabric of Time (video) (direttore della supervisione)
- 2008 Friends for Life (direttore della supervisione)
- 2008 Unlocking the Secret (video) (direttore della supervisione)

### Come regista
- 1979 Encounter with Disaster (documentario)
- 1984 Natale di sangue (Silent Night, Deadly Night)
- 1984 Snowballing
- 1985 Banda senza legge (The Annihilators)

### Come autore
- 1976 Guardian of the Wilderness
- 1976 In Search of Noah's Ark (documentariom tratto dal libro In Search of Noah's Ark')
- 1976 The Adventures of Frontier Fremont (storia)
- 1977 The Lincoln Conspiracy (libro)
- 1977 The Life and Times of Grizzly Adams (serie TV)
  - The Trial (1977) (creatore)
  - A Bear's Life (1977) (creatore)
  - Survival (1977) (creatore)
  - Hot Air Hero (1977) (creatore)
  - Home of the Hawk (1977) (creatore)
- 1979 In Search of Historic Jesus (documentario, autore)
- 1979 Greatest Heroes of the Bible (serie TV)
  - Abraham's Sacrifice (1979) (sviluppatore)
  - Daniel and Nebuchadnezzar (1979) (sviluppatore)
- 1980 Hangar 18 (libro scritto con Robert Weverka)
- 1982 The Capture of Grizzly Adams (libro e film TV)
- 1992 Ancient Secrets of the Bible (documentario TV)
- 1993 Ancient Secrets of the Bible, Part II (documentario TV e libro firmato come Charles E. Sellier)
- 1993 The Incredible Discovery of Noah's Ark (documentario TV e libro firmato come Charles E. Sellier)
- 2008 Friends for Life